# Intel-Arc-B-Serie

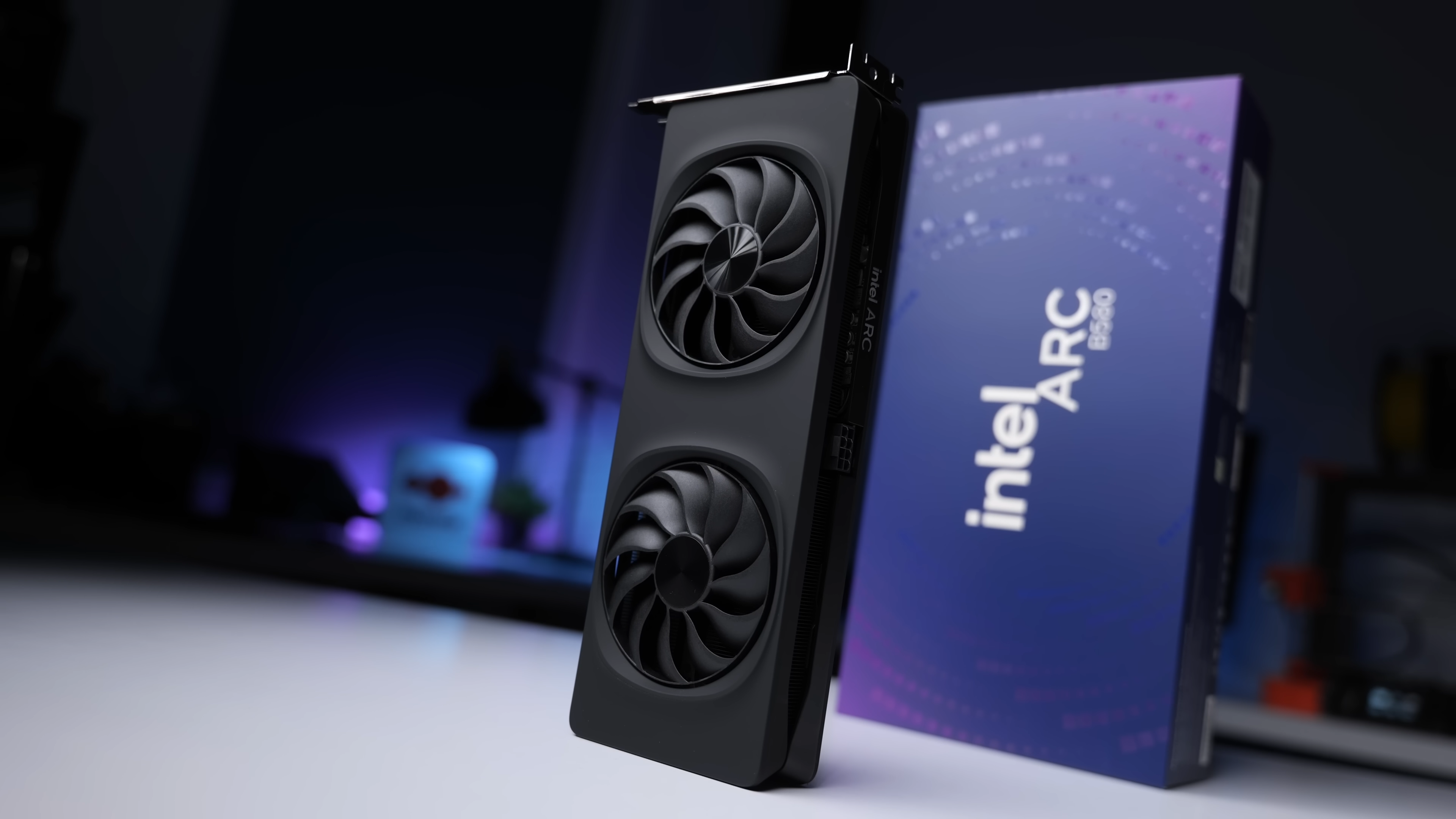
Intel Arc B580-Grafikkarte

Die Intel-Arc-B-Serie ist die zweite Serie von diskreten Grafikkarten der Firma Intel. Die Chips für diese Karten werden bei TSMC im 5-Nanometer-Verfahren gefertigt. Der Vorgänger ist die Intel-Arc-A-Serie, die im Juni 2022 von Intel vorgestellt wurde.

## Battlemage-Architektur
Die zweite Generation von Intel Arc-Grafikkarten (Codename „Battlemage“) ist eine verbesserte Version der Intel Xe-GPU-Architektur. Sie ermöglicht das Hochskalieren der Auflösung mithilfe von KI (Codename: Playground) durch spezielle Befehlssätze (Intel Xe Matrix Extensions), die in den GPU-Kernen integriert sind. Die Grafikkarten unterstützen Raytracing, Upscaling und Frame Generation. Diese Grafikkarten sind für eine native Auflösung von 2560×1440 Pixeln mit mehr als 60 fps in Computerspielen ausgelegt. Zusätzlich ist mit Xe Low Latency (XeLL) erstmals eine Technologie zur Verringerung der Latenz und mit XeSS-FG eine eigene Frameerzeugungs-Engine von Intel integriert. Diese Grafikkarten unterstützen folgende Standards: DirectX 12 Ultimate, Shader-Modell Version 6.6, OpenGL (Version 4.6), OpenCL (Version 3.0) und Vulkan (Version 1.3). Auch das En- und Decodieren der Codecs H.264, H.265, VP9 und AV1 wird hardwareseitig unterstützt. Zur Stromversorgung der Grafikkarte genügt ein 8-poliger Standardstecker für das Netzteil. Die Display-Anschlüsse umfassen dreimal DisplayPort 2.1 (40 Gbit/s Bandbreite) und HDMI 2.1.

## Datenübersicht

### Grafikprozessor
| Grafik- chip | Fertigung | Fertigung      | Fertigung   | Aktive Einheiten | Aktive Einheiten | Aktive Einheiten | Aktive Einheiten | Aktive Einheiten | Aktive Einheiten | Aktive Einheiten | L2- Cache | Speicher- interface | API-Support | API-Support | API-Support | API-Support | Bus- schnitt- stelle |
| Grafik- chip | Prozess   | Transis- toren | Die- Fläche | ROPs             | Xe- Kerne        | EUs              | ALUs             | TMUs             | XMX- Kerne       | RT- Kerne        | L2- Cache | Speicher- interface | DirectX     | OpenGL      | OpenCL      | Vulkan      | Bus- schnitt- stelle |
| ------------ | --------- | -------------- | ----------- | ---------------- | ---------------- | ---------------- | ---------------- | ---------------- | ---------------- | ---------------- | --------- | ------------------- | ----------- | ----------- | ----------- | ----------- | -------------------- |
| BMG-G21      | TSMC N5   | 19,6 Mrd.      | 272 mm²     | 80               | 20               | 456              | 2560             | 160              | 456              | 20               | 18 MiB    | 192 Bit             | 12.2        | 4.6         | 3.0         | 1.4         | PCIe 4.0 ×8          |
| BMG-G21      | TSMC N5   | 19,6 Mrd.      | 272 mm²     | 80               | 20               | 456              | 2560             | 160              | 456              | 20               | 18 MiB    | 192 Bit             | 12.2        | 4.6         | 3.0         | 1.4         | PCIe 5.0 ×8          |

### Desktop-Modelldaten
| Marke \| Modell | Marke \| Modell | Offizieller Launch | Grafikprozessor (GPU) | Grafikprozessor (GPU) | Grafikprozessor (GPU) | Grafikprozessor (GPU) | Grafikprozessor (GPU) | Grafikprozessor (GPU) | Grafikprozessor (GPU) | Grafikspeicher  | Grafikspeicher | Grafikspeicher      | Grafikspeicher                 | Leistungsdaten             | Leistungsdaten             | Leistungsdaten | Leistungsdaten | Leistungsaufnahme | Leistungsaufnahme | Leistungsaufnahme |
| Marke \| Modell | Marke \| Modell | Offizieller Launch | Typ                   | Aktive Einheiten      | Aktive Einheiten      | Aktive Einheiten      | Aktive Einheiten      | Chiptakt              | Chiptakt              | Speicher- größe | Speicher- takt | Speicher- interface | Speicher- bandbreite (in GB/s) | Rechenleistung (in TFlops) | Rechenleistung (in TFlops) | Füllrate       | Füllrate       | TBP               | Messwerte         | Messwerte         |
| Marke \| Modell | Marke \| Modell | Offizieller Launch | Typ                   | ROPs                  | Xe- Kerne             | ALUs                  | TMUs                  | Basis (MHz)           | Boost (MHz)           | Speicher- größe | Speicher- takt | Speicher- interface | Speicher- bandbreite (in GB/s) | 32 Bit                     | 64 Bit                     | Pixel (GP/s)   | Texel (GT/s)   | TBP               | Idle              | 3D- Last          |
| --------------- | --------------- | ------------------ | --------------------- | --------------------- | --------------------- | --------------------- | --------------------- | --------------------- | --------------------- | --------------- | -------------- | ------------------- | ------------------------------ | -------------------------- | -------------------------- | -------------- | -------------- | ----------------- | ----------------- | ----------------- |
| Arc 5           | B570            | 16. Jan. 2025      | BMG-G21               | 80                    | 18                    | 2304                  | 144                   | 2500                  | 2500                  | 10 GiB GDDR6    | 2375 MHz       | 160 Bit             | 380                            | 11,52                      | 1,44                       | 200,0          | 360,0          | 150 W             | 30 W              | 140 W             |
| Arc 5           | B580            | 13. Dez. 2024      | BMG-G21               | 80                    | 20                    | 2560                  | 160                   | 2670                  | 2670                  | 12 GiB GDDR6    | 2375 MHz       | 192 Bit             | 456                            | 13,67                      | 1,71                       | 213,6          | 427,2          | 190 W             | 35 W              | 163 W             |

### Workstation-Modelldaten
| Marke \| Modell | Marke \| Modell | Offizieller Launch | Grafikprozessor (GPU) | Grafikprozessor (GPU) | Grafikprozessor (GPU) | Grafikprozessor (GPU) | Grafikprozessor (GPU) | Grafikprozessor (GPU) | Grafikprozessor (GPU) | Grafikspeicher  | Grafikspeicher | Grafikspeicher      | Grafikspeicher                 | Leistungsdaten             | Leistungsdaten             | Leistungsdaten | Leistungsdaten | Leistungs- aufnahme |
| Marke \| Modell | Marke \| Modell | Offizieller Launch | Typ                   | Aktive Einheiten      | Aktive Einheiten      | Aktive Einheiten      | Aktive Einheiten      | Chiptakt              | Chiptakt              | Speicher- größe | Speicher- takt | Speicher- interface | Speicher- bandbreite (in GB/s) | Rechenleistung (in TFlops) | Rechenleistung (in TFlops) | Füllrate       | Füllrate       | TBP                 |
| Marke \| Modell | Marke \| Modell | Offizieller Launch | Typ                   | ROPs                  | Xe- Kerne             | ALUs                  | TMUs                  | Basis (MHz)           | Boost (MHz)           | Speicher- größe | Speicher- takt | Speicher- interface | Speicher- bandbreite (in GB/s) | 32 Bit                     | 64 Bit                     | Pixel (GP/s)   | Texel (GT/s)   | TBP                 |
| --------------- | --------------- | ------------------ | --------------------- | --------------------- | --------------------- | --------------------- | --------------------- | --------------------- | --------------------- | --------------- | -------------- | ------------------- | ------------------------------ | -------------------------- | -------------------------- | -------------- | -------------- | ------------------- |
| Arc Pro         | B50             | 19. Mai 2025       | BMG-G21               | 64                    | 16                    | 2048                  | 128                   | 1700                  | 2600                  | 16 GB GDDR6     | ?              | 128 Bit             | 224                            | 10,65                      | ?                          | ?              | ?              | 70 W                |
| Arc Pro         | B60             | 19. Mai 2025       | BMG-G21               | 80                    | 20                    | 2560                  | 160                   | 2400                  | ?                     | 24 GB GDDR6     | ?              | 192 Bit             | 456                            | 12,28                      | ?                          | ?              | ?              | 120– 200 W          |